# Einsatz in Hamburg – Bei Liebe Mord
Bei Liebe Mord ist ein deutscher Fernsehfilm unter der Regie von Lars Becker aus dem Jahr 2004. Es handelt sich um die fünfte Episode der ZDF-Kriminalfilmreihe Einsatz in Hamburg.

## Handlung
Die Edelprostituierten Miriam Ellbrock wird in einem Hamburger Bordell tot aufgefunden. Anhand der Personenbeschreibung eines angeblich vom Tatort flüchtenden Mannes wird Jörg Harmsen von dem Zivilstreifenpolizisten Karl-Heinz Scholz und seinem jungen Kollege Mario Willut gestellt. Harmsen soll sich ausweisen und greift dazu unkontrolliert in seine Brusttasche, woraufhin Scholz einen Angriff  befürchtet und Harmsen erschießt. Er drückt ihm dann eine Pistole in die Hand, die er vor einiger Zeit einem Ganoven abgenommen hatte. Obwohl der Fall eindeutig nach Notwehr aussieht, führt Kommissarin Jenny Berlin Ermittlungen durch. 
Die Gerichtsmedizinerin stellt fest, dass Harmsen an einer schmerzhaften Nebenhodenentzündung litt und es daher sehr unwahrscheinlich ist, dass er sich aus sexuellen Gründen mit einer Prostituierten treffen wollte. Außer der Täterbeschreibung des Bordellbetreiber Fahl gibt es auch kein weiteres Indiz, dass Harmsen diese Lokalität überhaupt betreten hatte. Die gerichtsmedizinischen Untersuchungen des Opfers ergeben, dass Miriam Ellbrock an einem Genickbruch starb und sich eine Woche vor ihrem Tod einer Abtreibung unterzogen hatte. Sie hatte früher für den „Kiezkönig“ Drago gearbeitet. Vor vier Monaten verließ sie ihn und schloss sich einem neuen Callgirl-Ring an. Für Jenny Berlin Indizien für eine Racheakt Dragos. Sie will seinen Widersacher, den Bordellbesitzer Fahl vorladen, doch ehe es dazu kommt, wird dieser erschossen. Da die Kommissarin Drago für den Täter hält, leitet sie die Fahndung ein. Der möchte Jenny Berlin um jeden Preis von seiner Unschuld überzeugen. Er lässt sich auf ein Gespräch mit ihr ein und erklärt ihr seine Misere, denn offensichtlich ist jemand dabei ihn aus dem Kiez zu drängen und für die Morde verantwortlich zu machen. Berlin ist geneigt dem Mann zu glauben und weiht ihren Kollegen Volker Brehm mit ein. Der hatte am Vorabend eine Beobachtung gemacht, die dem Fall eine neue Wendung gibt: Zwei Callgirls wurden mit einem zivilen Polizeiauto zu einem Hotel gebracht. Als Jenny Berlin daraufhin die Fahrtenbücher des betreffenden Reviers kontrollieren will, gesteht ihr Scholz, dass einige der schlecht bezahlten Polizisten ihr Gehalt ein wenig aufbessern, indem sie die Prostituierten des neuen Callgirl-Rings zu ihren Freiern fahren. Angeblich könnten sie so für mehr Sicherheit sorgen und auch gleich das Nachtlebens besser kontrollieren. Scholz wird der Kommissarin immer verdächtiger und so hält sie es für möglich, dass er Jörg Harmsen absichtlich erschossen hatte, weil er auf die Schnelle einen Täter brauchte. Die Beschreibung hatte er vermutlich telefonisch an Fahl durchgegeben, der so der Polizei eine perfekte Täterbeschreibung geben konnte. Nach den Recherchen hatte Miriam Ellbrock einen Verehrer, von dem sie auch schwanger gewesen sein dürfte. Berlin findet heraus, dass es sich dabei um den Zivilstreifenpolizisten Mario Willut handelt. Sie stellt ihn zur Rede und erfährt so die Umstände des Todes von Miriam: Willut geriet mit ihr wegen der Abtreibung in Streit, wodurch sie so unglücklich stürzte, dass sie sich an der Bordkante das Genick brach. Er rief seinen Kollegen Scholz zu Hilfe, schafften die Leiche in das Bordell und sorgten für einen toten Tatverdächtigen.
Berlin nimmt nicht nur Scholz und Willut fest, auch der Polizeidirektor, Peter Gercke, steckt in der Affäre mit drin.

## Hintergrund
Die Dreharbeiten erstreckten sich unter dem Arbeitstitel Ende einer Dienstfahrt vom 27. Januar 2004 bis zum 27. Februar 2004 in Hamburg und Umgebung. Der Film wurde am 25. September 2004 um 20:15 Uhr im ZDF erstausgestrahlt.

## Kritik
Das Lexikon des internationalen Films konstatiert: „(Fernseh-)Kriminalfilm um ein Bauernopfer, Korruption und Amtsmissbrauch innerhalb der Hamburger Polizei.“
„Es handelt sich um einen spannenden Film mit pointierten Dialogen, guten Bildern, guten Darstellern – und einer dann allerdings recht abstrusen Auflösung.“